# برونو ميندز
برونو ميندز (15 مارس 1976 في البرتغال - ) هو لاعب كرة قدم برتغالي في مركز الدفاع. لعب مع نادي ريو أفي وكامبومايورنسي ‏.

## روابط خارجية
- برونو ميندز على موقع قاعدة بيانات كرة القدم.إي يو (الإنجليزية)